# Армадейл (Скай)
Армадейл (шотл. гел. Armadal) — село поблизу південного краю півострова Сліт на острові Скай, у районі Хайленд, Шотландія. На відміну від земель острова Скай, землі Армадейлу, як і переважна частина півострова Сліт, маюсть високий рівень родючості, хоча є чимало невисоких пагорбів. З села відкривається вид на протоку Сліт, озеро Морар і гавань Маллейг .

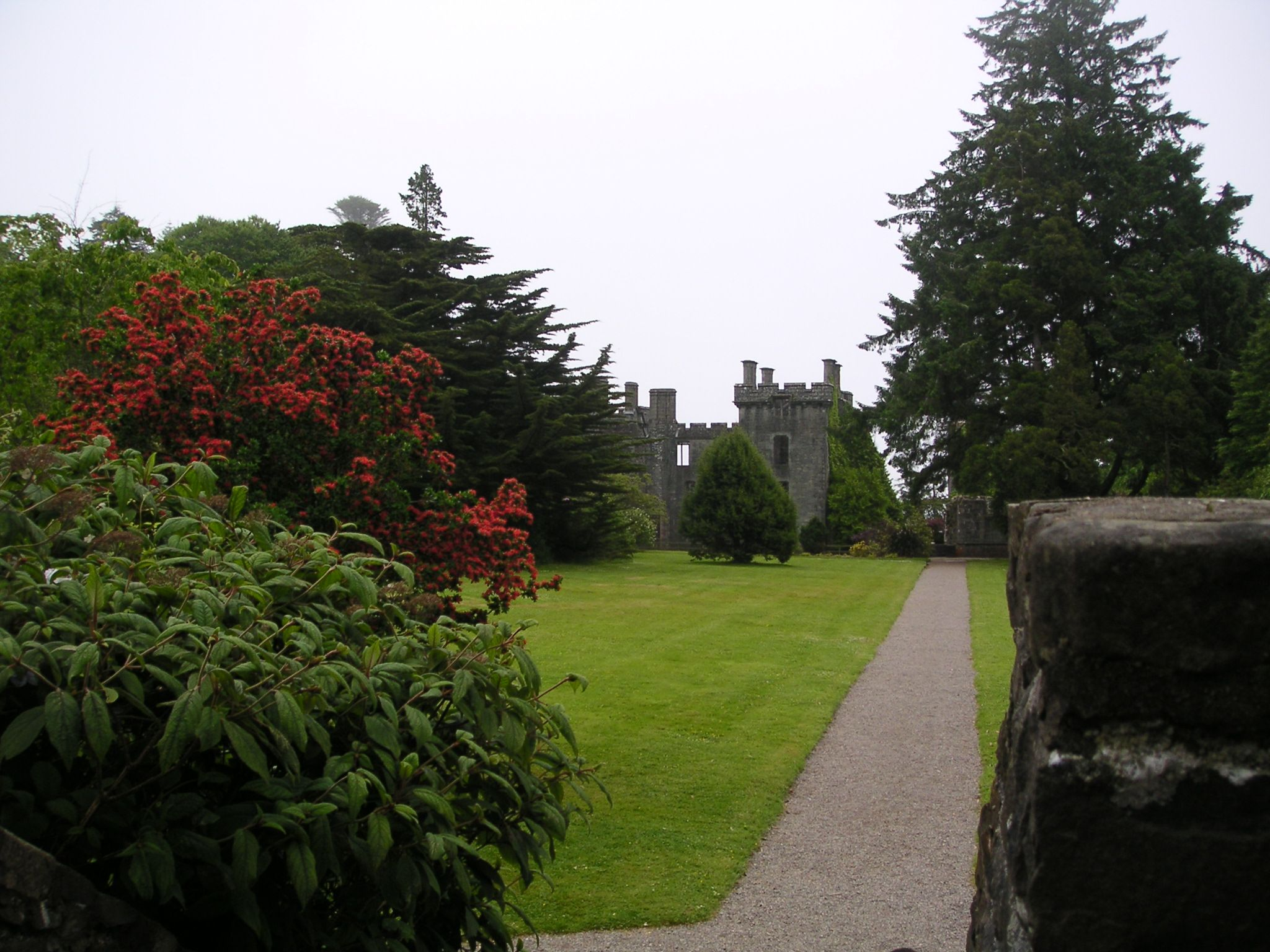
Замок Армадейл і сади

Назва «Армадейл», що означає «видовжена долина», походить від давньоскандинавських слів armr і dalr . У клану Дональд є центр для відвідувачів, розташований поруч із руїнами замку Армадейл і оточений великими садами, а сусідній державний вищий навчальний коледж Сабхал-Мор Остайг є центром вивчення гельської мови.

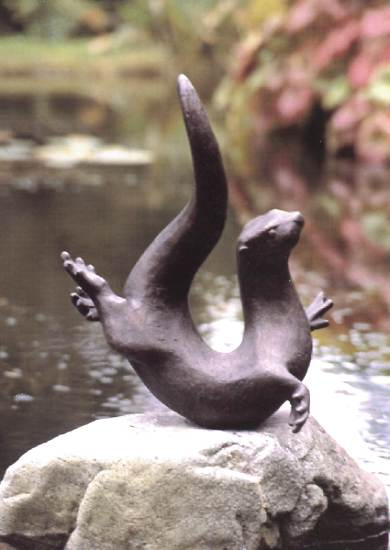
Бронзова скульптура видри роботи Лоуренса Бродеріка в садах замку Армадейл

Під час прогулянок по пляжу біля пірсу, можна побачити видр і тюленів.

## Поромне сполучення
Також це село є невеликим поромним портом Каледоніан МакБрейн, звідки регулярно відправляється пором до станції Маллейг. Вона знаходиться на південному кінці дороги A851.
| Попередня станція | Пором                | Наступна станція |
| ----------------- | -------------------- | ---------------- |
| Terminus          | Caledonian MacBrayne | Mallaig          |